# Williams, Arizona
Williams (havasupai: Wii Gvʼul) är en ort i Coconino County i Arizona. Vid 2010 års folkräkning hade Williams 3 023 invånare.
Williams anlades som en järnvägsstation vid Atchison, Topeka and Santa Fe Railway. Staden är också utgångspunkt för bibanan Grand Canyon Railway, som går till Grand Canyon Village.

## Bildgalleri

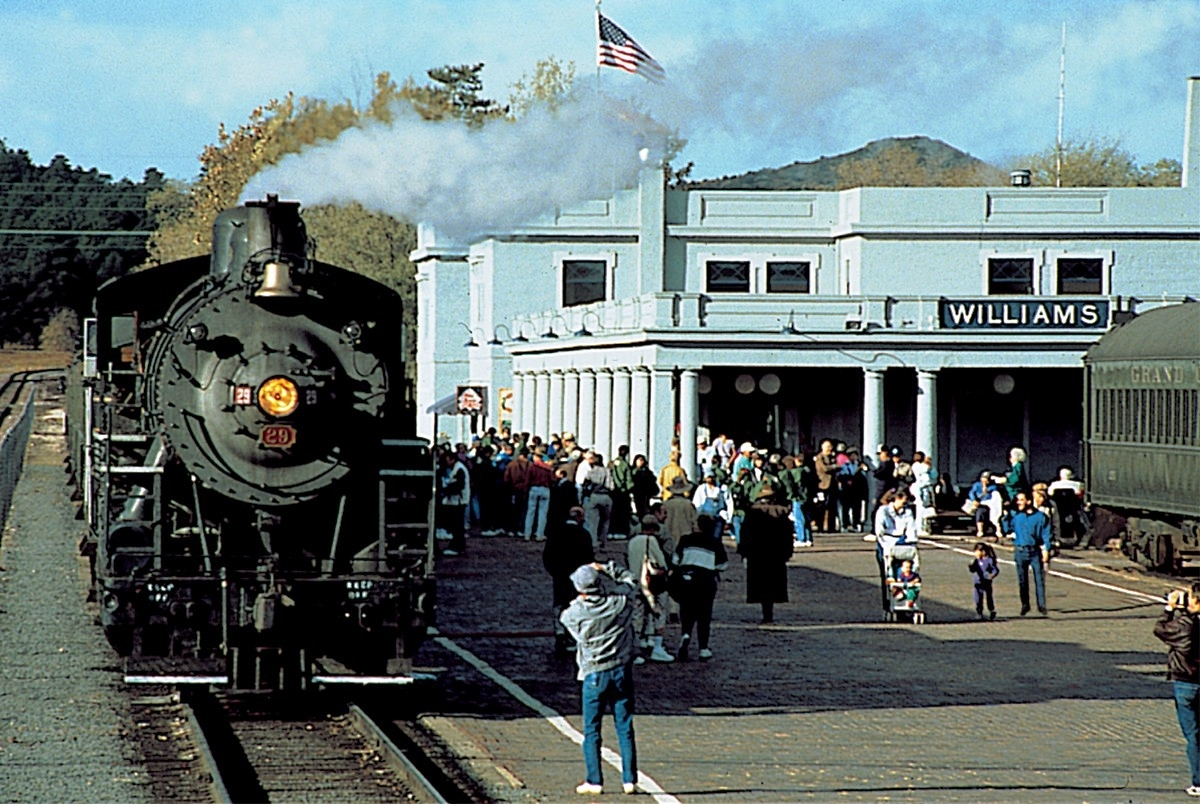
Williams järnvägsstation
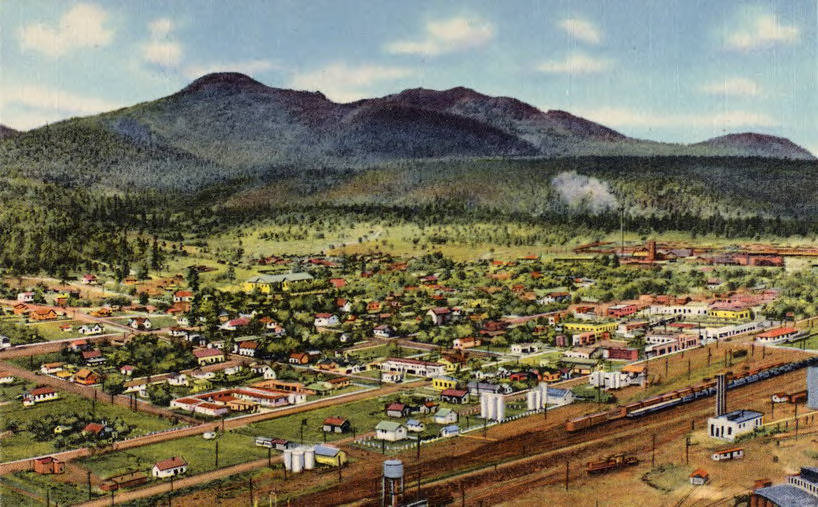
Flygfoto, 1941